# Turbicellepora tubigera
Turbicellepora tubigera is een mosdiertjessoort uit de familie van de Celleporidae. De wetenschappelijke naam van de soort is voor het eerst geldig gepubliceerd in 1859 door Busk.